# 陳重光 (1945年)
陳重光（1945年—），別名陳南天，現任台灣獨立建國聯盟主席。出生於中華民國湖北省老河口，台灣基隆市人（與父親同），是台灣獨立運動的重要角色。
2012年6月7日，台獨聯盟選出陳南天擔任主席，接替逝世的黃昭堂。2013年9月，陳南天經投票後續任。

## 生平
陳南天在戒嚴時期被中華民國政府列為「黑名單」，曾多次進出台灣，會晤黨外運動人士並出現在公開場合，國民黨政府始終無法將他逮捕。在2004年總統大選時擔任百萬人228牽手護台灣執行長，這次運動被視為陳水扁在總統大選中反敗為勝的關鍵。

## 學歷
- 1945年      生於中華民國湖北省老河口鎮（父親基隆市人）
- 1953年-1957年 台北女師附小（今臺北市立大學附設實驗國民小學）
- 1959年      台北市立西門國民小學畢業
- 1959年-1962年 台北市立建國高級中學初中部畢業
- 1962年       國立臺灣師範大學附屬高級中學高中部一年
- 1963年-1965年  日本東京華僑學校（高中）畢業
- 1965年-1969年  日本早稻田大學電氣通信系畢業
- 1971年       紐約哥倫比亞大學工學碩士
- 1971年-1973年  紐約哥倫比亞大學工學博士班研究
- 1973年-1978年  紐約一電腦公司工程師

## 經歷
- 1967-69    日本早稻田大學台灣稻門會（台灣同學會）幹事
- 1971       紐約哥倫比亞大學工學碩士
- 1971-73    紐約哥倫比亞大學工學博士班研究
- 1971-72    紐約哥倫比亞大學台灣同學會幹事
- 1973-78    紐約某電腦公司工程師
- 1976       台灣獨立建國聯盟美國本部中央委員
- 1978-83    台灣獨立建國聯盟美國本部副主席
- 1983-85    台灣獨立建國聯盟美國本部主席/總本部副主席
- 1993-95    台灣獨立建國聯盟總本部組織部主任
- 1995-98    台灣獨立建國聯盟總本部秘書長
- 1998       基隆市政府機要秘書、基隆市副市長
- 2004       百萬人228牽手護台灣執行長
- 2005       財團法人台灣機電工程服務社董事長
- 2005-12    台灣獨立建國聯盟總本部副主席
- 2007       基隆市代理市長
- 2012       台灣獨立建國聯盟主席